# Литвинчук Анатолій Григорович
Анато́лій Григо́рович Литвинчу́к (23 лютого 1935, с. Сильченкове (нині Стара Талалаївка) Талалаївського району Сумської області — 11 серпня 1993, Чернівці) — український режисер. Народний артист України.

## Життєпис
Народився 23 лютого 1935 року в селі Сильченкове Талалаївського району Сумської області. У 1952 р. вступив на філологічний факультет Чернівецького державного університету.
У 1957—1960 рр. працював шкільним учителем у с. Рихтичі на Львівщині. У 1960—1965 рр. навчався на режисерському факультеті Харківського інституту мистецтв. З 1965 р. режисер-постановник та художній керівник Чернівецького українського музично-драматичного театру імені Ольги Кобилянської. Молодий режисер привернув увагу глядача своєю дипломною роботою «Шануй батька свого» В. Лавреньтьєва. У листопаді 1965 року відбулася його, вже як режисера, прем'єра вистави «Дружина Клода» О. Дюма.
За 28 років діяльності створив понад 70 вистав, зокрема: «Ой, не ходи, Гницю, та й на вечорниці» М.Старицького, «Таня» О. Арбузова, «Безталанна» І. Карпенка-Карого, «Професор Буйко» Я. Баша, «Легенда про Паганіні» В. Балашова, «Розплата» В. Винниченка, «Підступність і кохання» Ф. Шіллера, «Циганка Аза» М. Старицького…
Незаперечний успіх мали вистави: «Чотири хрести на сонці» А.Делендика, «Вирок» С. Левітіної, «Яків Богомолов» М. Горького, «З легким паром» Є.Брагінського, «Серце Довбуша» В. Євлампієва, «Дарую тобі життя» Д.Валеєва…
Особливою його заслугою стало сценічне прочитання забутих творів української класики, а саме: драматургії Сидора Воробкевича «Гнат Приблуда», «Пан мандатор», «Новий двірник» («Вірне кохання і пан начальник») і п'єси Юрія Федьковича «Запечатаний двірник». Чільне місце в його діяльності зайняли твори місцевих авторів: Маргарити Андрієвич, Володимира Мар'янина, Степана Снігура, Григорія Шабашкевича, Анатолія Крима.

## Нагороди та відзнаки
- «Заслужений артист УРСР» (1973),
- «Народний артист України» (1990).
- Лауреат літературно-мистецької премії імені Героя Радянського Союзу Кузьми Галкіна,
- Лауреат Всеукраїнської премії імені класика української літератури Івана Котляревського,
- Лауреат літературно-мистецької премії імені Сидора Воробкевича
- Лауреат премії Фонду пам'яті журналіста Григорія Шабашкевича.

## Пам'ять про митця
- Меморіальна дошка у Чернівцях, надгробним мармуровим пам'ятником. Його іменем названо одну з вулиць міста над Прутом.

У серії «Золоті імена Буковини» вийшла книжечка члена НСЖУ, літератора, краєзнавця Юхима Гусара «Сповідався театру, як квітка сонцю» (Чернівці: ВІЦ «Місто», 2010. — 48 с., іл.).